# 申州
申州（しんしゅう）は、中国にかつて存在した州。南北朝時代から宋初にかけて、現在の河南省信陽市一帯に設置された。

## 概要
南朝斉が義陽に僑置した司州を前身とする。504年（正始元年）、北魏の中山王元英が南朝梁の義陽を攻め落とすると、郢州が置かれた。528年（大通2年）、北魏の郢州刺史の元願達が義陽をもって南朝梁に降ると、南朝梁により義陽に北司州が置かれた。後に再び司州の称にもどされた。548年（武定6年）、東魏の高岳がこの地を攻め落とすと、再び南司州が置かれた。北周のとき、南司州は申州と改称された。
606年（大業2年）、隋により申州は義州と改称された。607年（大業3年）に州が廃止されて郡が置かれると、義州は義陽郡と改称された。義陽郡は義陽・鍾山・羅山・礼山・淮源の5県を管轄した。
621年（武徳4年）、唐により義陽郡は申州と改められた。742年（天宝元年）、申州は義陽郡と改称された。758年（乾元元年）、義陽郡は申州の称にもどされた。申州は淮南道に属し、義陽・鍾山・羅山の3県を管轄した。
976年（太平興国元年）、北宋により申州は信陽軍と改められたが、義陽県は信陽県と改称された。信陽軍は京西北路に属し、信陽・羅山の2県を管轄した。
1278年（至元15年）、元により信陽軍は信陽州と改められた。信陽州は汝寧府に属し、信陽・羅山の2県を管轄した。
1377年（洪武10年）、明により信陽州は廃止され、信陽県と改められた。1475年（成化11年）、信陽県は信陽州に昇格した。信陽州は汝寧府に属し、羅山県1県を管轄した。
清のとき、信陽州は汝寧府に属し、属県を持たない散州となった。
1912年、中華民国により信陽州は廃止され、信陽県と改められた。